# Одежда викингов
Одежда эпохи викингов практически не сохранилась, однако представление о моде того времени можно составить по археологическим находкам (сохранились многочисленные украшения, застежки, пряжки, а иногда фрагменты кожаных или тканых предметов), письменным источникам (собственно скандинавским, либо описаниям, оставленным иностранцами), а также по редким изображениям.
Одежда викингов представляет большой интерес для исторических реконструкторов, особенно в скандинавских странах, а также в России.

## Материалы
Большая часть одежды викингов шилась из домотканой материи — прежде всего разных видов шерсти, а также из льна. Встречалась грубая ткань (флоки) и нарядная, называвшаяся вадмал. Парадную одежду шили из ярких тканей, украшали вышитыми узорами, а наиболее желанными были роскошные иностранные ткани, которые добывали в походах или покупали у торговцев. При этом повседневная одежда мужчин была более сдержанной цветовой гаммы, чем женская.
Викинги особо ценили шелк и золотое шитье. Дорогие заморские ткани упоминаются в Саге об Эгиле в качестве подарка на праздник; один из героев получает в дар одеяние из шелка и «пестрой английской ткани»:
Аринбьёрн подарил Эгилю по случаю йоля длинное одеяние, сшитое из шелка, с золотой каймой и золотыми пуговицами спереди до самого низа. Аринбьёрн велел сделать это одеяние по росту Эгиля. Ещё он подарил ему полный наряд, сшитый на йоль. Он был скроен из пестрой английской ткани.
Функциональные пуговицы изначально не были известны викингам и вообще европейцам в эпоху Раннего Средневековья, но появляются приблизительно в XIII веке в Германии, а затем быстро распространяются в Европе. Пуговицы XIII века были и застежками на одежде нового кроя, и декоративным элементам, поэтому их число было велико (иногда несколько десятков), а изготавливались они из дорогих материалов.
В Саге о йомсвикингах говорится, что ярл Харальд Колпак получил свое прозвище за то, что «носил островерхую шапку, украшения которой стоили десять марок золота».
Ремни и обувь делали из кожи. Украшения изготавливались из металлов — чаще всего бронзы и серебра, реже из золота (ввиду его дефицита). Для изготовления золотых украшений зачастую переплавляли иностранные монеты, добытые в походах. Бусы, украшающие женский наряд, делались из стекла, камней, цветной керамики, янтаря и т. д.

## Мужской костюм
Мужчины носили рубахи или туники из домотканой окрашенной ткани, с длинными рукавами и полами длиной до середины бедра или до колен. Чаще всего для пошива использовалась шерсть, реже — лен, а знатные или особо удачливые викинги могли носить одежду из шелковой ткани, купленной у торговцев или добытой в походе. Рубаха украшалась окантовкой из вышивки по вороту и/или низу.
Штаны шились из полотна, сукна или мягкой кожи, подпоясывались тканым поясом или ремнем из кожи. Длинные, зауженные книзу, штаны назывались брокер; с ними носили длинные носки и чулки. Штаны не имели карманов и ширинки, держались на талии с помощью тесемок.
В качестве верхней одежды носили куртки из кожи, шерсти или меха, а также утепленные плащи (тоже шерстяные или меховые). Плащ был обязательным элементом костюма. Как и пояс, он выполнял не только утилитарную, но и социальную функцию — указывал на статус и достаток своего владельца. Существовали плащи с капюшонами, с длинными рукавами, с пришитой «маской», защищавшей нижнюю часть лица от холода, полностью закрытые плащи или снабженные только прорезями для рук. Фалдонами назывались плащи из меха или шерсти, которые накидывали на плечи.
На плече плащ, как правило, скреплялся застежкой-фибулой, изготавливаемой из металла. В зависимости от достатка владельца, украшения были либо бронзовыми (с позолотой или без), либо серебряными, либо золотыми. Некоторые кольцеобразные фибулы имеют такой огромный размер и вес (длина иглы до полуметра и общий вес украшения до килограмма), что предназначались не для ношения, а для хранения богатства (ценного металла), как аналог денег, поскольку викинги не чеканили своей монеты. Помимо фибул и всевозможных пряжек часто встречаются браслеты, кольца и ожерелья (шейные гривны) из сплетенных металлических нитей.
На ногах носили либо сапоги, либо башмаки из кожи. Простейшая обувь представляла собой кусок кожи, завязывающийся на ноге ремешками или тесемкой, напоминала римские солдатские калиги. Головным убором всех скандинавов была низкая широкополая шляпа, скреплявшаяся узким ремешком под подбородком и изготовлявшаяся из кожи, меха или войлока.

### Галерея
- Фибулы из позолоченной бронзы, ок. 800—1000 гг.
- Серебряные фибулы, Пенритский клад, Англия
- Кожаная обувь, реконструкция
- Реконструкция костюма, найденного на норвежском острове Аннёйа, ок. 1050 года

## Женский костюм
Одежда свободной скандинавской женщины состояла из длинного платья-рубахи с длинными рукавами и круглым вырезом. Это своего рода нижнее платье могло быть из белой, либо цветной ткани. Кроме того, бывали гладкие, либо плиссированные платья-рубахи (в Бирке X веке чаще всего находили плиссированные рубахи). Поверх нижнего платья надевался сарафан (хангерок, хенгерёк) на бретельках, незашитый по бокам, чаще всего яркого цвета, иногда украшенный вышивкой. Сарафаны носили как знатные скандинавские женщины, так и крестьянки. Вероятно, сарафан подпоясывался, но в женских захоронениях викингов поясные пряжки не обнаруживаются; платья либо висели свободно, либо были перехвачены завязками от фартука или тканым пояском. Замужние женщины покрывали голову платком или повязывали ленту.
Поверх сарафана, в зависимости от сезона, могли надеваться плащ или накидка, застегнутые спереди брошью-фибулой, либо кафтан из кожи, либо теплая одежда из меха.
Наиболее часто встречающимся женским украшением являются две парные т. н. «скорлупообразные» фибулы, крепившиеся к бретелькам сарафана, и несколько рядов бус с разнообразными подвесками между ними. Бусы делались из различных материалов, таких как: цветное стекло, керамика, полудрагоценные камни (горный хрусталь, янтарь, сердолик), кость и клыки животных. Поскольку женская одежда, как и мужская, была лишена карманов, на цепочке, свисавшей с одной из фибул, иногда могли находиться разные приспособления, требующиеся в быту: игольник, ножницы, ключ, копоушка.
В Песне о Риге содержится несколько описаний женских одежд: старухи-хозяйки дома («Лента над лбом, грудь нарядно повязана, шея в платке, на плечах были пряжки»), невесты («В платье из меха, с ключами у пояса, в брачном покрове»), молодой хозяйки («Платье свое, рукава оправляла, пояс, повязку, — с монистой на шее, в длинной одежде с узорами синими»). В Саге о Ньяле присутствует описание нарядной женской одежды: «Впереди шла женщина, которая была одета всех нарядней. <…> На ней было красное платье, а на платье богатые украшения. Сверху на ней была пурпурная накидка, донизу отороченная кружевом. Волосы падали ей на грудь, и были они густые и красивые».